# Stryphnodendron paniculatum
Stryphnodendron paniculatum är en ärtväxtart som beskrevs av Eduard Friedrich Poeppig. Stryphnodendron paniculatum ingår i släktet Stryphnodendron och familjen ärtväxter. Inga underarter finns listade i Catalogue of Life.